# Großer Kolbenwasserkäfer
Der Große Kolbenwasserkäfer (Hydrophilus piceus, Syn.: Hydrous piceus), dessen Name auf seine Größe und seine kolbig verdickten Fühler zurückzuführen ist, ist mit einer Länge von bis zu 5 Zentimetern der größte Wasserkäfer Europas und wurde deswegen früher auch Riesenwasserkäfer und Großer Fischkäfer genannt. Er zeigt bei der Atmung und bei der Brutpflege einige höchst interessante Anpassungen an das Wasserleben und steht wegen seiner zunehmenden Gefährdung unter Naturschutz.

## Namensgebung
Der Große Kolbenwasserkäfer hat nach EuroFauna den wissenschaftlichen Namen Hydrophilus piceus, in der deutschsprachigen Literatur wird er jedoch weitgehend unter dem Namen Hydrous piceus geführt. Der Gattungsname „Hydrous Linnaeus 1775“ wird von der EuroFauna als generic synonym zu „Hydrophilus Geoffroy 1762“ geführt. H. piceus gehört zu der Familie der Hydrophilidae, was mit Wasserfreunde übersetzt werden müsste, die Familie wird heute auf Deutsch jedoch gewöhnlich Wasserkäfer (s. str. = sensu stricto, im engeren Sinne) genannt. Da der Begriff Wasserkäfer (s. l. = sensu lato, im weiteren Sinn) auch für die ökologische Gruppe aller im Wasser lebenden Käfer benutzt wird, die außer den Arten der Familie Hydrophilidae noch die Familien der echten Schwimmkäfer umfasst, wäre es eigentlich sinnvoller, die Hydrophilidae Wasserfreunde zu nennen. Dafür spricht auch, dass mehrere Arten der Hydrophilidae gar nicht im Wasser leben.

Zur weiteren Verwirrung ist der Artname piceus (lat.) mit pechschwarz zu übersetzen, aber als Schwarzer Kolbenwasserkäfer wird der sehr ähnliche Käfer mit dem wissenschaftlichen Namen Hydrophilus aterrimus bezeichnet.

## Bau
|                                        |                                                |                                                |
| Abb. 1: Kopf, Detail                   | Abb. 2: Vordertarsus                           | Abb. 3: Fühler                                 |
|                                        |                                                |                                                |
| Abb. 4: Nahtwinkel der Flügeldecken    | Abb. 5: Unterseite, Stachel                    | Abb. 6: Tarsus des Hinterbeins                 |
|                                        |                                                |                                                |
| Abb. 7: Tarsus des mittleren Beinpaars | Abb. 7: Tarsus des mittleren Beinpaars         | Abb. 8: Schiffchen                             |
|                                        |                                                |                                                |
| Abb. 9: Larve                          | Abb. 10: Unterseite                            | Abb. 10: Unterseite                            |
|                                        |                                                |                                                |
| Abb. 11: Puppe                         | Abb. 12: Eiablage, Herstellung des Schiffchens | Abb. 12: Eiablage, Herstellung des Schiffchens |

Der Kolbenwasserkäfer ist unscheinbar mattglänzend schwarz gefärbt mit einem braun-oliven Schimmer. Die Fühlerkeule ist bräunlich, der restliche Fühler wie auch die Taster rostrot bis bernsteinfarben (Abb. 1 und 3).
Bei Hydrous liegen Kopf, Halsschild und Flügeldecken eng aneinander an und sind so gleichförmig verrundet, dass der Körperumriss von oben gesehen ein ziemlich geschlossenes Oval bildet. Die Oberseite ist deutlich gewölbt, mit dem höchsten Punkt im vorderen Flügeldeckeldrittel, die Unterseite dagegen ist relativ flach, Brust und Hinterleib sind gekielt. Bei H. piceus ist die Kielung der Hinterleibs deutlich und nicht wie beim nahe verwandten H. aterrimus verrundet. So entsteht eine strömungsgünstige Form, die allerdings nicht für schnelles Schwimmen geeignet ist.
Jede Flügeldecke besitzt acht unauffällige Punktreihen, in den Intervallen dazwischen liegen unregelmäßige Reihen von Punkten. Die Flügeldecke ist an der Spitze der Naht, im Unterschied zu H. pistaceus, mit einem scharfen Zähnchen versehen (Abb. 4). Bei H. piceus ist der Brustkiel vorn tief gefurcht, hinten in einen freistehenden spitzen Dorn ausgezogen, der weit über die Hinterhüften hinausragt (Abb. 10). In Abb. 5 ist der nach rechts unten zeigende Dorn deutlich zu erkennen. Für diesen Dorn hält sich im Volksmund die Bezeichnung Stachel, denn wenn man den Käfer mit der Hand umschließen will, kann dieser durch eine ruckartige Rückwärtsbewegung mit dem Dorn empfindlich stechen. Früher hieß der Käfer auch Karpfenstecher, da man der Meinung war, er würde mit diesem Dorn die Karpfen anstechen. Zwischen Hinterleib und Flügeldecke befinden sich Strukturen, bei deren Gegeneinanderreiben Töne entstehen. Das Männchen erzeugt damit Laute, die vom Weibchen beantwortet werden.
Die Hydrophiliden gehören zur Familienreihe der Palpicornia, die durch ihre langen Kiefertaster (Maxillarpalpen) charakterisiert sind. In Abb. 1 sieht man rechts vor dem Auge waagrecht herausragend den Fühler, darunter den nach unten geschwungenen langen Kiefertaster und ganz unten nur wenig unter der Kopf hervorragend die Spitzen der Lippentaster. Die Kiefertaster sind viergliedrig, das erste Glied ist klein, die beiden folgenden sehr lang und dünn, das Endglied stumpf und nur halb so lang wie das dritte Glied. Sie sind länger als die Fühler und übernehmen auch deren Funktion als Tastorgan. Die Fühler (Abb. 3) sind neungliedrig, das erste Glied lang schaftförmig, das zweite kegelförmige Glied bildet mit den folgenden drei Gliedern zusammen eine Geisel. Die vier letzten Glieder bilden eine lockere Keule, die zwischen ihrem ersten und zweiten Glied durch ein Gelenk abgeklappt werden kann und deren letzte drei Glieder löffelförmig ausgehöhlt sind, so dass die Aushöhlungen zusammen zur Körperseite hin eine mit Härchen begrenzte Rinne bilden. Die Lippentaster sind dreigliedrig, das erste Glied sehr klein und rund, das zweite walzenförmig und lang, das letzte kurz und stumpf. Der Kiefertaster und meist auch der Lippentaster ragen deutlich aus dem Körperumriss hervor, während die Fühler so eng am Körper getragen werden, dass sie leicht übersehen werden. Bei oberflächlicher Betrachtung kann man die Kiefertaster für die Fühler halten. Die Oberkiefer sind an der Spitze gekrümmt, tief gespalten und am Innenrand gezähnt.
Die Hydrophiliden gehören zu den Pentameren, entsprechend sind auch beim Kolbenwasserkäfer die Tarsen bei allen Beinen fünfgliedrig. Das Vorderbein zeigt nur bei den Männchen eine Auffälligkeit (Abb. 2). Bei ihnen ist das Krallenglied breitgedrückt beilförmig erweitert, die beiden Krallen des Krallenpaares sind nicht symmetrisch, sondern die der Erweiterung genäherte Kralle ist deutlich breiter und darauf spezialisiert, in Verbindung mit der Erweiterung die Funktion einer Zange auszuüben.
Die mittleren und die hinteren Beine sind als Schwimmbeine ausgebildet, deren Tarsenglieder abgeflacht sind (Abb. 6 und 7). Auf der Innenseite ist der Tarsus durch eine Reihe von elastischen Haaren, auf der Außenseite durch eine Reihe Zähnchen verbreitert. So können die Tarsen je nach Stellung dem Wasser einen größeren oder kleineren Widerstand entgegensetzen. Auf der der Behaarung gegenüberliegenden Seite überlappen sich die Tarsalglieder. So verstärken sie beim kräftigen Schlag der Beine nach hinten, die den Käfer nach vorn treiben, die Stabilität und erlauben eine leichte Abnahme der Krümmung nach innen und damit eine Vergrößerung der für den Vortrieb wirksamen Fläche. Außerdem ist bei den Mittel- und Hintertarsen zwischen dem ersten und zweiten Tarsalsegment eine geringfügige Drehung um die Tarsenachse möglich. So kann während des Schlags nach hinten die Fläche des Tarsus senkrecht zur Schlagrichtung vergrößert werden, beim Rückziehen der Beine an der Körper wird der Tarsus so gedreht, dass seine Fläche senkrecht zur Bewegungsrichtung klein wird. Verschiedene weitere Anpassungen unterstützen die Möglichkeit effektiven Schwimmens. So ist die Hüfte der Schwimmbeine in das Sternum eingesenkt und deswegen ihre Beweglichkeit stark eingeschränkt. Dadurch wird die Schwimmbewegung stabiler. Das Gelenk zwischen Hüfte und Hüftring ist so geformt, dass es während des gesamten Beinschlages nur eine Bewegung des Schenkels parallel zur Oberfläche des Hinterleibs erlaubt. Der Schenkel ist so abgeplattet, dass er während des Streckens eine große Oberfläche bietet, beim anschließenden Beugen jedoch einen möglichst kleinen Wasserwiderstand bietet. Dennoch ist der Kolbenwasserkäfer im Vergleich mit den Gelbrandkäfern ein schlechter Schwimmer. Er besitzt auch noch kleine Krallen an den Schwimmbeinen und schwimmt fast nur paddelnd, also die Hinterbeine alternativ benutzend. Andererseits ist so seine Beweglichkeit beim Herumklettern zwischen Wasserpflanzen und beim Laufen auf dem Boden größer.

## Atmung
Zur Atmung kommt der Kolbenwasserkäfer mit seinem Vorderende an die Wasseroberfläche. Er hält den Kopf von unten an den Wasserspiegel und neigt sich dabei leicht nach einer Seite. Dann holt er den der Wasseroberfläche näheren Fühler aus der mit Luft gefüllten Grube, die sich auf der Unterseite des Halsschilds befindet. Ein spitzer Fortsatz des ersten Glieds der Fühlerkeule durchbricht von unten die durch die Wasseroberflächenspannung bedingte Haut der Wasseroberfläche. Dann wird der Fühler abgeknickt über die Wasserfläche hinausgeschoben, so dass die Fühlerspitze unter der Wasseroberfläche bleibt und dabei der Kopffurche anliegt. Die Kopffurche ist eine aus zwei Haarsäumen bestehende Rinne, die vertikal verläuft. Sie wird durch die darüberliegenden Aushöhlungen der drei Fühlerendglieder (in Abb. 3 gut zu erkennen) zu einem Schnorchel ergänzt, der von dem abgeknickten Fühlergelenk über Wasser bis unter den Halsschild reicht. Zum Lufttransport führt die mit feinsten Härchen bekleidete Fühlerkeule vibrierende Bewegungen aus. Diese Tätigkeit wird abwechselnd links- und rechtsseitig ausgeführt, so dass das Tier hin- und herschaukelt. Horion jedoch schreibt, dass bei der Atmung der ganze Körper zitternde Bewegungen ausführt. Ein Bild des abgeknickten Fühlers bei der Atmung findet sich an verschiedenen Stellen im Internet.
Auf der Körperunterseite tragen die Käfer eine dichte goldgelbe Behaarung (Pubescenz), die in Abb. 10 durch Braunfärbung zwischen dem zweiten und dritten Beinpaar und entlang der Flügeldeckenränder, und in Abb. 5 ansatzweise links vom Dorn über dem Brustkiel erkennbar ist. In dieser Behaarung wird der Luftvorrat mittransportiert. Dieses Luftkissen auf der Körperunterseite wird von Kiel und den überstehenden Deckflügelrändern gehalten und reicht bis zu den Stigmen der ersten Hinterleibssegmente. Die Luftschicht wird Plastron genannt, womit ursprünglich das Brustleder einer Panzerung bezeichnet wurde. Der im Wasser gelöste Sauerstoff kann aus dem Wasser heraus in die das Plastron hineindiffundieren. Auch unter den Flügeldecken gibt es einen luftgefüllten Raum, der mit dem Plastron in Verbindung steht. Er ist jedoch relativ klein und unbedeutend. Der durch das Plastron bedeckte Teil der Unterseite erscheint im Wasser durch die an den Haaren haftenden Luftbläschen ganz silbrig glänzend. Es gibt Angaben, dass das Tier etwa alle fünf Minuten Luft holen muss, doch hängt das sicher von dem Sauerstoffgehalt des Wassers ab. Dieser kann vor allem in den mit Wasserpflanzen bestandenen Bereichen extrem schwanken.

## Brutpflege
Das Weibchen des Kolbenwasserkäfers zeigt eine ungewöhnliche Form der Brutpflege. Zur Unterbringung der Eier baut sie ein so genanntes Schiffchen (Abb. 8). Es ist etwa zwei Zentimeter lang, unten flach, oben gewölbt und mit einem „Schornstein“ versehen. Von den zahlreichen ausführlichen Beschreibungen der Herstellung dieses Schiffchens soll wegen der sprachlichen Originalität hauptsächlich dem „alten Brehm“ gefolgt werden, die Originalpassagen erscheinen kursiv gedruckt.
Das Weibchen sucht sich ein auf dem Wasser treibendes Blatt, an dem es sich bauchoben von unten mit den Vorderbeinen festhält. An Stelle des Einzelblattes können auch einige Wasserlinsen treten. Die im Hinterleibsende gelegenen Anhangsdrüsen der Geschlechtsorgane bilden ein Spinnsekret, das aus der Vagina austritt. Am Hinterleibsende befinden sich zwei dünne Fortsätze, die Spinnstäbchen, die den Spinnfaden durch ihre Bewegung führen können. Die aus dem Hinterleib fließenden vier weißliche Fäden werden durch Hin- und Herbewegen der Leibesspitze zu einem den ganzen Bauch des Tieres überspannenden Gespinste verwoben und an der Blattunterseite befestigt. Ist dies fertig, so dreht sich der Käfer um, das Gespinst auf den Rücken nehmend (Abb. 12). Der Käfer hält sich nun mit den Hinterbeinen am Blatt fest. Seine Bauchfläche als Formvorlage benutzend fertigt er eine zweite Platte, welche mit der ersten an den Seiten zusammengeheftet wird. Schließlich steckt er mit dem Hinterleibe in einem nach vorn geöffneten Sack. Denselben füllt er von hinten her mit Eierreihen, und rückt mit dem Maße aus demselben heraus, als jene sich mehren, bis endlich das Säckchen gefüllt ist und die Hinterleibsspitze herausschlüpft. Jetzt fasst er die Ränder mit den Hinterbeinen, spinnt Faden an Faden, bis die Öffnung immer enger wird und einen etwas wulstigen Saum bekommt. Darauf zieht er Fäden querüber auf und ab, und vollendet den Schluss wie mit einem Deckel. Auf diesen Deckel wird noch eine Spitze gesetzt in der Form eines etwas gekrümmten Hörnchens (Abb. 8). In vier bis fünf Stunden ist das Werk vollendet Diese Gespinsttasche ist im oberen Teil nur mit lockerem Gespinst ausgefüllt, auf ihrer Unterseite sitzen die rund 50 Eier. Deswegen richtet sich das Schiffchen trotz des „Schornsteins“, der die Luftversorgung sicherstellt, wieder auf, wenn es kentert oder umgestoßen wird. Über diese ausgeklügelte Konstruktion zum Schutz der Eier hinaus gibt es jedoch bei Hydrous im Unterschied zu anderen Arten der Familie keine Brutpflege, sondern die Nachkommen werden sich selbst überlassen.

## Larve und Puppe

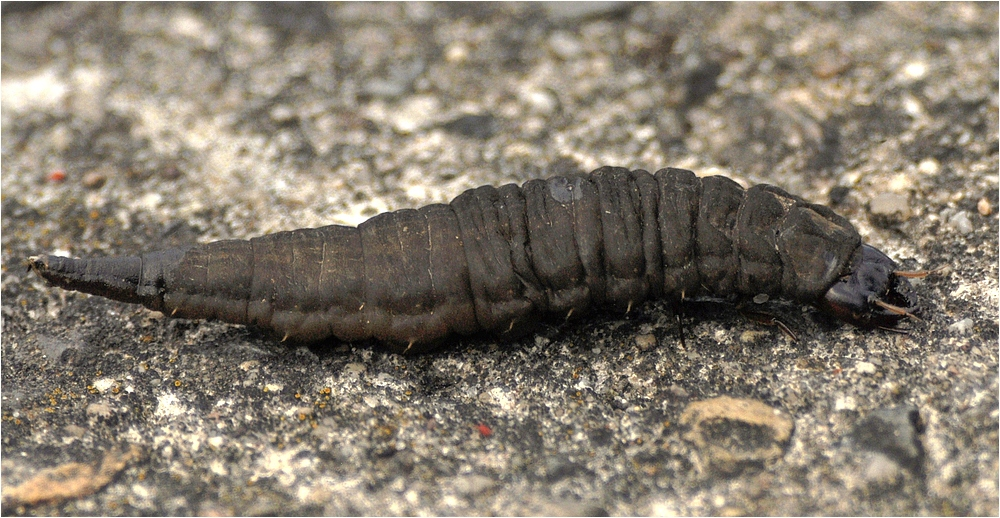
Abb. 13: Larve des Großen Kolbenwasserkäfers

Die schwärzliche Larve (Abb. 9 und Abb. 13) lebt ebenfalls im Wasser. Zum Atmen bringt sie den Hinterleib an die Wasseroberfläche und benutzt ein Stigma am Hinterleibsende. Sie ähnelt einem langen weichen Wurm, dessen chitinisierter Kopf mit zwei kräftigen und spitzen Kiefern versehen ist. Auf der Kopfunterseite befindet sich beiderseits ein Feld mit Einzelaugen. Ihre Fühler sind lang und dünn, jedoch wie beim Adult kürzer als die Maxillarpalpen. Sie spielen für die Atmung keine Rolle. Der Kopf ist in alle Richtungen beweglich und wird normalerweise 90 Grad zur horizontal bewegten Körperachse nach oben gedreht gehalten. Durch die große Beweglichkeit des Kopfes kann die Larve auf der Wasseroberfläche schwimmende Wasserschnecken ergreifen, ohne die beim Schwimmen eingehaltene horizontal Lage des Körpers ändern zu müssen. Der Kopf kann sogar so extrem nach hinten gebogen werden, dass die Larve beim Verzehren der Beute ihren Rücken als Auflage benutzen kann. Die Beine sind sehr einfach gebaut und in keiner Weise als Schwimmbeine spezialisiert. Dennoch schwimmen die Larven wegen ihres leichten spezifischen Gewichtes und der Beweglichkeit des Körpers gut, ganz fischähnlich im Wasser nach Raub umher. Am Körperende befinden sich zwei fleischige Fortsätze, mit denen die Larven kopfunter an der Wasseroberfläche hängen können.
Die Larve hat die Gewohnheit, sich tot zu stellen und wie ein leerer Balg auf beiden Seiten des sie haltenden Fingers herabzuhängen. Will diese List nicht helfen, so trübt sie durch einen schwarzen stinkenden Saft, welcher dem After entquillt, ihre nächste Umgebung und schützt sich hierdurch öfter vor Verfolgungen.
Die Puppe (Abb. 11) ist eine freie Puppe, das heißt Gliedmaßen und Körper sind nicht von einer gemeinsamen Hülle umgeben. Beine, Mundwerkzeuge Augen, Fühler und auch der Dorn sind bereits deutlich sichtbar angelegt. Zu beiden Seiten des Kopfes hat die Puppe in Nähe des Halsschildes gegabelte Auswüchse. Diese „Hörner“ der Puppe dienen vermutlich zum Glätten der Puppenhöhlung.

## Biologie
In dem Schiffchen, in dem das Weibchen die Eier abgelegt hat (Abb. 8) schlüpfen nach 16 bis 18 Tagen die Larven aus. Sie bleiben jedoch noch vermutlich bis zur ersten Häutung im Kokon. Die Larven kriechen auf dem Boden seichter Gewässer umher und machen hauptsächlich Jagd auf Wasserschnecken, deren Gehäuse große Larven zum Teil aufbrechen können, sonst fressen sie sich tief in die Gehäuse hinein. Sie sind aber als Räuber in der Wahl der Beute nicht wählerisch. Gewöhnlich müssen sie sich mit Insektenlarven und Wasserschnecken begnügen, von denen sie hauptsächlich den Tellerschnecken der Gattung Planorbis und den Schlammschnecken der Gattung Lymnaea nachjagen. Da die scharfen Kiefer nicht wie bei den Dytisciden mit einem Kanal versehen sind, durch den sie Verdauungssäfte in die Beute gespritzt werden kann, erbrechen die Larven Magensäfte zur Vorverdauung auf die Beute, wie das auch bei Laufkäfern bekannt ist. Da das Wasser die Wirksamkeit der Verdauungssäfte erheblich reduzieren würde, heben die Larven beim Fressen die Beute aus dem Wasser. Der durch die Vorverdauung verflüssigte Nahrungsbrei wird dann aufgesogen. Die Larve durchläuft drei Larvalstadien, bis sie sich nach vier bis sechs Wochen im Hochsommer verpuppt. Dazu legen sie oft mehrere Meter auf dem Land zurück, bis sie einen geeigneten Untergrund finden, der noch feucht, aber nicht vom Wasser bedroht und nicht verdichtet ist. Dort bauen sie sich eine Höhle in der Erde, in der sie sich verpuppen. Noch im gleichen Herbst schlüpfen die Käfer und warten in der Verpuppungshöhle die Aushärtung des Chitins und die Ausfärbung ab. Dann brechen sie die Höhle auf, die oft als innen glatte, außen grobe Erdkugel ins Auge fällt. Sie begeben sich ins Wasser und ernähren sich dort hauptsächlich im Uferbereich herumkrabbelnd von verfaulenden Wasserpflanzen. Es wird diskutiert, ob der Käfer auch tierische Beute annimmt, dabei existieren Fotos, die den Käfer am Aas eines Kleinfisches zeigen. Die Hauptnahrung ist jedoch unbestritten pflanzlicher Art. Wenn sich der Käfer schwimmend fortbewegt, benutzt er die Hinterbeine meist alternativ, er kann sie jedoch auch bei schnellerem Schwimmen synchron benutzen. Da die Käfer sommers seichte Gewässer bevorzugen, müssen sie der Gefahr des Austrocknens der Gewässer begegnen. Sie unternehmen nachts weite Suchflüge. Dabei wird er von Licht angezogen. Der Käfer kann bis zu drei Jahre alt werden. Er überwintert im Wasser und benötigt dazu Gewässer die genügend tief sind, um nicht bis auf den Grund einzufrieren. Die Paarung erfolgt im Frühjahr.

## Vorkommen
Hydrous piceus ist paläarktisch verbreitet. In Europa liegt die nördliche Verbreitungsgrenze in Südengland und in Dänemark. Außerdem kommt er in Nordafrika, dem nahen Osten und bis nach Sibirien vor.
Er bevorzugt stehende Gewässer, die zumindest vegetationsreiche Bereiche haben, aber nicht zu stark eutrophiert sind. Die Art des Untergrunds ist ohne Bedeutung. Wegen der verschiedenen Ansprüche zu verschiedenen Jahreszeiten findet man den Käfer am häufigsten in Gewässerkomplexen, etwa in Seenplatten oder auch Grabensystemen für die Bewässerung landwirtschaftlicher Gebiete, insbesondere Reisfelder. Das Verbreitungsgebiet belegt, dass wärmere Gewässer bevorzugt werden. Angeblich kommt er in Salz- und Brackwasser nicht vor. Wegen des guten Flugvermögens kann man nicht von einem Fund in einem Gewässer schließen, dass der Käfer dort heimisch ist. Gelegentliche Funde in Brackwasser wären dann als Fehlflüge zu interpretieren.

## Schutz
Der Große Kolbenwasserkäfer wird in Roten Listen auch Pechschwarzer Kolbenwasserkäfer und Großer Schwarzer Kolbenwasserkäfer genannt. In den Roten Listen der Länder Bayern, Sachsen und Sachsen-Anhalt wird die Art unter der Kategorie „stark gefährdet“ geführt. In Brandenburg gilt sie als „gefährdet“, in Schleswig-Holstein als „vom Aussterben bedroht“ und in Thüringen als „ausgestorben oder verschollen“.
Der Kolbenwasserkäfer bietet ein gutes Beispiel dafür, dass es wenig nützt, wenn man einen Käfer unter Schutz stellt und damit das Sammeln oder die Nutzung in irgendeiner Form verbietet. Die Lebensansprüche des Käfers müssen genauer untersucht werden und entsprechende begleitende Schutzmaßnahmen ergriffen werden. Hydrous piceus steht in Deutschland bereits seit 1936 unter Naturschutz, wird in zahlreichen Roten Listen geführt und ist seit 1980 in die Bundesartenschutzverordnung aufgenommen. Dennoch geht sein Bestand ständig zurück, obwohl seine hauptsächlichen natürlichen Feinde, die Wasservögel, ebenfalls seltener werden. Als Hauptursachen für diesen Rückgang wurden Verschmutzung, Verinselung und Beschattung der Wohngewässer gefunden. Die Verschmutzung durch die Einleitung von Abwässern und das Einschwemmen von Dünger führt zu einem stärkeren Pflanzenwachstum und bei deren Abbau zu einem Sauerstoffmangel, der wiederum den Rückgang der Schnecken bewirkt, die die Hauptnahrung der Käferlarven darstellen. Die Fütterung, die diesen Mangel ausgleichen soll, ist wenig sinnvoll, da zum Beispiel das Aussetzen von kleinen Fischen, als Nahrung der großen Larven gedacht, kleinere Larven fressen und bezüglich der Nahrung als Nahrungskonkurrenten auftreten.
Am einfachsten ist der Beschattung zu begegnen. Am Ufer stehende Bäume können gefällt werden. Leider geht dies meist in Verbindung mit einer Erschließung für den naturnahen Fremdenverkehr einher, wie dem Anlegen von Rad- und Wanderwegen. Dies wiederum führt zur Verfestigung und Austrocknung der Uferregion, wodurch kein für die Verpuppungshöhle notwendiger Untergrund mehr zur Verfügung steht.
Am schwierigsten ist der Verinselung entgegenzuwirken. Der Käfer benötigt flachere und tiefere Gewässer, was unter Umständen aufwändige Baumaßnahmen zur Anlage künstlicher naturnaher Seen erfordern kann.
Nicht zu unterschätzen ist auch die Gefährdung durch den Straßenverkehr, dem gegenüber die durch das Licht angelockten anfliegenden plumpen Tiere hilflos sind.